# 프레알피노역
프레알피노 (Prealpino) 역은 이탈리아 북부 브레시아의 브레시아 지하철에 속한 역이다. 지하 역으로 되어 있으며 브레시아 지하철 노선의 북쪽 시종착역이기도 하다.
공식 개업행사는 2013년 2월 2일에 이뤄졌지만 실제 운영은 같은해 3월 2일부터 들어갔다.

## 시설
이 역에는 다음과 같은 시설이 있다.
- 매표기

## 환승
- 버스 정류장